# Evolver进化者
『イヴォルバー -EVOLVER-』是2004年6月25日发售的特摄。全3巻（全6話）。

## 主題歌
- OP：「Evolution Device」（作詞、歌：草尾毅／作曲：西田雅彦／編曲：Neo）
- ED：「CARMINE」（作詞、作曲、編曲、歌：Neo）

## 人物
- 白鳥零：小村りこ
- 黄崎號：中尾祐之
- 黒木弾：はだ一朗
- 青山吹雪：丸岡真由子
- 緑川流：宮城ゆうじ
- シロウ：萩野崇
- マヤ：あだち理絵子
- 灰原プロ：草尾毅
- 謎の少女：土井玲奈

## 関連項目
- Gynoid GYNOIDS-SADSTORY-（日语：ガイノイド GYNOIDS-SADSTORY-）